# Список союзних республік СРСР
Договір про утворення СРСР підписали 4 республіки: РРФСР, УРСР, БРСР та ЗРФСР. Після завоювань у Другій світовій війні кількість республік виросла до 16-ти. 1956 року Карело-Фінську РСР перетворена на Карельську Автономну РСР. Після цього Радянський Союз складався з 15 союзних республік.
Список республік перед розпадом СРСР у 1991 році (за російською абеткою):
|    | Прапор | Республіка          | Столиця  |  |
| 1  |        | Азербайджанська РСР | Баку     |  |
| 2  |        | Вірменська РСР      | Єреван   |  |
| 3  |        | Білоруська РСР      | Мінськ   |  |
| 4  |        | Грузинська РСР      | Тбілісі  |  |
| 5  |        | Казахська РСР       | Алма-Ата |  |
| 6  |        | Киргизька РСР       | Фрунзе   |  |
| 7  |        | Латвійська РСР      | Рига     |  |
| 8  |        | Литовська РСР       | Вільнюс  |  |
| 9  |        | Молдавська РСР      | Кишинів  |  |
| 10 |        | Російська РФСР      | Москва   |  |
| 11 |        | Таджицька РСР       | Душанбе  |  |
| 12 |        | Туркменська РСР     | Ашхабад  |  |
| 13 |        | Узбецька РСР        | Ташкент  |  |
| 14 |        | Українська РСР      | Київ     |  |
| 15 |        | Естонська РСР       | Таллінн  |  |

Герб СРСР з написом «Пролетарі всіх країн, єднайтеся!»

У тексті Конституції СРСР 1977 року (розділ 8, стаття 71) республіки розташовані в такому порядку:
- Російська Радянська Федеративна Соціалістична Республіка,
- Українська Радянська Соціалістична Республіка,
- Білоруська Радянська Соціалістична Республіка,
- Узбецька Радянська Соціалістична Республіка,
- Казахська Радянська Соціалістична Республіка,
- Грузинська Радянська Соціалістична Республіка,
- Азербайджанська Радянська Соціалістична Республіка,
- Литовська Радянська Соціалістична Республіка,
- Молдавська Радянська Соціалістична Республіка,
- Латвійська Радянська Соціалістична Республіка,
- Киргизька Радянська Соціалістична Республіка,
- Таджицька Радянська Соціалістична Республіка,
- Вірменська Радянська Соціалістична Республіка,
- Туркменська Радянська Соціалістична Республіка,
- Естонська Радянська Соціалістична Республіка.

У такому самому порядку девізи республік розташовані на гербі СРСР — знизу вверх, зліва направо.

### Скасовані союзні республіки
| Герб | Назва                                                      | Прапор | Столиця       | Титульна національність         | Встановлено     | Статус союзної республіки | Скасовано     | Населення        | Площа (км2) | Радянський правонаступник                         |
| ---- | ---------------------------------------------------------- | ------ | ------------- | ------------------------------- | --------------- | ------------------------- | ------------- | ---------------- | ----------- | ------------------------------------------------- |
|      | Карело-Фінська Радянська Соціалістична Республіка          |        | Петрозаводськ | карели, фіни                    | 25 липня 1923   | 31 березня 1940           | 16 липня 1956 | 651 300 (1959)   | 172 400     | Російська РФСР Карельська АРСР                    |
|      | Закавказька Соціалістична Федеративна Радянська Республіка |        | Тифліс        | азербайджанці, вірмени, грузини | 12 березня 1922 | 30 грудня 1922            | 5 грудня 1936 | 5 861 600 (1926) | 186 100     | Вірменська РСР Азербайджанська РСР Грузинська РСР |

### Інші радянські республіки на території СРСР
| Герб | Назва                                       | Прапор | Столиця             | Створено | Розформовано | Населення | Площа (км2) | Радянський правонаступник     |
| --- | ------------------------------------------- | ------ | ------------------- | -------- | ------------ | --------- | ----------- | ----------------------------- |
| | Соціалістична Радянська Республіка Абхазіяa |        | Сухумі              | 1921     | 1931         | 201 016   | 8 600       | Грузинська РСР Абхазька АРСР  |
| | Бухарська Народна Радянська Республіка      |        | Бухара              | 1920     | 1924         | 2 000 000 | 182 193     | Узбецька РСР                  |
| | Хорезмська Народна Радянська Республіка     |        | Хіва                | 1920     | 1924         | 800 000   | 62 200      | Туркменська РСР Узбецька РСР  |
| | Далекосхідна Республіка                     |        | Верхньоудінськ Чита | 1920     | 1922         |           |             | Російська РФСР                |
| | Тувинська Народна Республіка                |        | Кизил               | 1921     | 1944         |           |             | Російська РФСР Тувинська АРСР |
| a Статус Абхазії по відношенню до Грузинської РСР як "договірної республіки" ніколи не був чітко визначеним, що робить її статус як окремої несоюзної республіки спірним. |                                             |        |                     |          |              |           |             |                               |